# Sénéchaussée de l'Agenais
La Sénéchaussée de l'Agenais était une circonscription militaire et judiciaire de l'Ancien Régime dont le chef était un officier royal appelé Sénéchal.

## Présentation
Les sénéchaussées dans le comté de Toulouse ne semblent pas avoir été créées avant 1210 bien qu'on trouve mention de plusieurs personnages qualifiés de baillis ou viguiers dans des actes de 1203. Elles paraissent avoir été établiées sur le modèle des sénéchaussées des provinces contrôlées par le roi d'Angleterre, comme par exemple la Saintonge où Raoul de Faye est sénéchal pour le roi d'Angleterre en 1168. En 1166, le vicomte de Béziers, Raimond Trencavel, cite un sénéchal dans son testament. Dans les domaines des comtes de Toulouse, Raymond VI puis Raymond VII n'ont pas désigné un seul sénéchal pour tous leurs domaines mais ont créé une sénéchaussée par diocèse, révocable à sa volonté. Le découpage des sénéchaussées dans les domaines du comte de Toulouse a suivi les conséquences des diverses modifications provoquées par la croisade des Albigeois. En 1210, un acte cite Raymond de Recalto, ou de Récault, portant le titre de sénéchal. Le comte de Toulouse a créé les sénéchaussées de Toulouse et d'Agenais en 1210, celle de Rouergue en 1226, celle de Quercy en 1229 et en Albigeois en 1236 mais qui est réunie à celle de Toulouse en 1251, celle de l'Agenais et du Quercy formèrent une seule sénéchaussée en 1259. En 1271, quand le roi Philippe le Hardi a recueilli la succession de son oncle Alphonse de Poitiers, il existait quatre sénéchaussées dans ces états, Toulouse, Agenais, Rouergue, comtat Venaissin.
L'Agenais était divisé en 12 bailliages.

## Siège de la Sénéchaussée
Le siège de la sénéchaussée était situé à Agen. 

## Rôle du sénéchal
Les sénéchaux ont des fonctions étendues : justice, guerre, police et finances. Les sénéchaux appartenaient toujours à la noblesse, à l'inverse des baillis qui pouvaient être de simples jurisconsultes. Ils devaient prêter serment d'être loyaux et fidèles dans leur office, de rendre une justice exacte à chacun. Dans les domaines du comte de Toulouse, ils devaient aussi jurer de respecter un règlement dans lequel était inséré les principales libertés civiles. Ces libertés de la province ont été confirmées par une ordonanca du roi Louis le Hutin, en 1315. Les sénéchaux ne restaient pas longtemps dans la même sénéchaussée.

### Fonction militaire
Le sénéchal d'Agenais a le droit de convoquer le ban et l'arrière ban lorsque le roi l'ordonne, et de commander la noblesse convoquée, comme aussi d'assiste à l'élection des consuls.
Ce sénéchal prend le titre de sénéchal de l'Agenais.

### Fonction de justice
Le sénéchal de l'Agenais est d'épée. La justice se rend en son nom à Agen.
La cour du sénéchal d'Agen a d'abord été du ressort du parlement de Toulouse, puis, à partir de 1451, de celui du parlement de Bordeaux.

## Liste des sénéchaux de l'Agenais
La liste ci-dessous n'est pas complète. De plus, les noms de sénéchaux peuvent changer d'une liste à l'autre dans les documents donnés dans les différents livres rappelés dans la bibliographie placée en annexe. La durée d'exercice des sénéchaux est très variable. Il n'est pas rare de trouver plusieurs noms de sénéchaux pour la même année.
| Liste des sénéchaux de l'Agenais | |
| Dates                            | Noms |
| 1207 - 1213                      | Hugues d'Alfaro pour le comte de Toulouse Raymond VI |
| 1213                             | Philippe Pons, pour Simon de Monfort |
| 1215                             | Philippe d'Andreville (ou de Landreville), pour Simon de Monfort                                                                                                 |
| 1216 - 1233                      | Arnaud de Tatalon, pour le comte de Toulouse |
| 1218                             | Arnaud Centule, comte d'Astarac |
| 1231 - 1241                      | Guillaume-Arnaud de Tantalon, pour le comte de Toulouse |
| 1241                             | Amanieu d'Albret |
| 1245                             | Odon de Cazenove |
| 1249                             | Raymond d'Alfar |
| 1250                             | Guillaume-Arnaud de Tantalon |
| 1252 - 1253                      | Simon Claret |
| 1254                             | Hugues d'Arcisse Sénéchal de Toulouse, d'Agenais et de Quercy |
| 1255 - 1256 - 1261               | Guillaume de Bagnols de Balmotis Sénéchal de l'Agenais et du Quercy                                                                                              |
| 1261                             | Guillaume de Tubières |
| 1264 - 1266                      | Philippe de Ville-Favreuse Sénéchal de l'Agenais et du Quercy |
| 1267 - 1270                      | Jean d'Angevillars (ou d'Angevilliers ou d'Angerville) Sénéchal de l'Agenais et du Quercy pour le roi de France                                                  |
| 1270                             | Henri de Bon de Villars Sénéchal de l'Agenais et du Quercy Pierre de Mortardi, pour le roi de France                                                             |
| 1274                             | Jean de Villette, pour le roi de France Nota : Dans cette période, il pouvait y avoir deux sénéchaux, un pour le roi de France, l'autre pour le roi d'Angleterre |
| 1278                             | Auger de Motes ou Ogier de Mothe, vice-sénéchal |
| 1279                             | Guillaume de Valence |
| 1280 - 1284                      | Jean Ier de Grailly, pour le roi d'Angleterre qui a pris possession de l'Agenais par le traité d'Amiens du 23 mai 1279 et solennellement à Agen, le 9 avril 1279 |
| 1286 - 1294                      | Bertrand-Raymond de Campagne (ou Champagne), pour le roi d'Angleterre                                                                                            |
| 1294 et 1303                     | Henri de Hans, pour le roi de France |
| 1294                             | Jean de Saint-Jean Sénéchal d'Aquitaine et d'Agenais pour le roi d'Angleterre                                                                                    |
| 1295                             | Jean de Manhalières, pour le roi de France |
| 1296                             | Arnaud Clari |
| 1296 - 1297                      | Pontius, Pons de Montlaur |
| 1298                             | Thibaut de Cépois (maître des Arbalétriers en 1304), pour le roi de France                                                                                       |
| 1299                             | Bavius Lupi, Blaise le Loup, pour le roi de France |
| 1303                             | Radulphius de Fontanis, pro Domino Rege Franciæ |
| 1303 - 1305                      | Otho de Cazanova, pro Rege Angliæ, Othon de Cazeneuve |
| 1305 - 1308                      | Will. Deen miles pro Rege Angliæ, Guillaume de Deen |
| 1308                             | Jean de Havering, pour le roi d'Angleterre |
| 1308                             | Arnaud de Caupène, pour le roi d'Angleterre |
| 1309 - 1311                      | Arnaud Guillaume de Marsan, pour le roi d'Angleterre |
| 1311 - 1313                      | Géraud de Tastes, pour le roi d'Angleterre |
| 1313                             | Amanieu III du Fossat, seigneur de Madaillan, pour le roi d'Angleterre                                                                                           |
| 1316                             | Rodolphe Salvatge, pour le roi d'Angleterre |
| 1316 - 1323                      | Pierre de Marmande, pour le roi d'Angleterre |
| 1319                             | Robert, pour le roi de France (Robert Bertrand de Briquebec ?)                                                                                                   |
| 1323 - 1324                      | Jehan de Falcona, pour le roi de France |
| 1324                             | Pierre Raymond de Rabastens, pour le roi de France |
| 1325                             | Raoul Rasset de Drayton, pour le roi d'Angleterre |
| 1325 - 1326                      | Gérard Quiéret, pour le roi de France |
| 1329                             | Jean de Bléville, pour le roi de France |
| 1332 - 1334                      | Pierre-Raymond de Rabasteins, pour le roi de France |
| 1334                             | Fortanier d'Engarranaque, pour le roi d'Angleterre |
| 1337                             | Pierre-Raymond de Rabasteins, pour le roi de France |
| 1345 - 1346 et 1350              | Robert d'Houdetot, sénéchal pour le roi de France Il est fait prisonnier le 28 juillet 1346 au siège de Bajamont. Maître des Arbalétriers en 1350.               |
| 1343                             | Tristan de Montrateris, pour le roi d'Angleterre |
| 1347                             | Pierre Aurelzier |
| 1350                             | Baras de Castelnau |
| 1352 - 1355                      | Pierre-Raymond de Rabastens |
| 1354 - 1357                      | Arnaud Garcies du Fossat, seigneur de Madaillan, pour le roi d'Angleterre                                                                                        |
| 1357                             | Jehan de Ladevèze |
| 1359                             | Bertrand du Rocalh |
| 1361-1369-1370-1372              | Bernard d'Armagnac, pour le roi de France |
| 1362 - 1363                      | Amanieu Ier de Montpezat, pour le roi d'Angleterre |
| 1363                             | Richerd de Contenshon, pour le roi d'Angleterre |
| 1364                             | Pierre Gautier de Talives |
| 1367 - 1369                      | Guillaume le Moyne, seigneur de Révélée, pour le roi d'Angleterre                                                                                                |
| 1370                             | Jean de Lannes |
| 1372 - 1382                      | Jean Guittard, seigneur de Lugagnac, pour le roi d'Angleterre |
| 1389                             | Merverin, pour le roi d'Angleterre |
| 1392                             | Jean de Neuville, pour le roi d'Angleterre |
| 1398                             | Arnaud de merle, pour le roi de France |
| 1399                             | Nompar Ier de Caumont, pour le roi de France |
| 1401 - 1403                      | Bernard de Lesparre, pour le roi d'Angleterre |
| 1409 - 1425                      | Arnault Guilhem de Barbazan, pour le roi de France Nota : Il a été inhumé à la basilique de Saint-Denis                                                          |
| 1413 - 1415                      | Gaston Ier de Foix-Grailly, captal de Buch, pour le roi d'Angleterre                                                                                             |
| 1425                             | Béraud III de Faudoas, seigneur de Barbazan, pour le roi de France                                                                                               |
| 1425 - 1429                      | Pons V de Castillon, seigneur de Madaillan, dernier sénéchal connu pour le roi d'Angleterre                                                                      |
| 1426 - 1435                      | Amanieu II de Montpezat, pour le roi de France |
| 1441                             | Odon de Montaut |
| 1449 - 1452 et 1460              | Odet II de Lomagne, marquis de Fimarcon, seigneur de Donzenac |
| 1462 - 1467                      | Pierre de Ramond, sieur de Folmont, de Caze sénéchal de l'Agenais et du Quercy                                                                                   |
| 1467 - 1469                      | Robert de Balzac d'Entragues, seigneur de Rieumartin sénéchal d'Agenais et de Gascogne                                                                           |
| 1471 - 1491                      | de nouveau Robert de Balzac d'Entragues sénéchal d'Agenais et de Gascogne                                                                                        |
| 1492 - 1498                      | Guy de Montpezat, baron de Montpezat, seigneur de Madaillan, Aiguillon, Fraysses, Dolmayrac, Sainte-Livrade, Saint-Sardos, etc.                                  |
| 1499 - 1503                      | de nouveau Robert de Balzac d'Entragues sénéchal d'Agenais et de Gascogne                                                                                        |
| 1503 - 1513                      | Antoine de Lestranges Sénéchal d'Agenais et de Gascogne |
| 1513 - 1515                      | Bernard d'Estissac |
| 1515 - 1516                      | Rigault Doreille |
| 1519                             | René de Puyguyon, seigneur de Bois-René |
| 1520 - 1553                      | Antoine de Raffin dit Poton, seigneur de Puycalvary |
| 1553 - 1570                      | François de Raffin, seigneur de Puycalvary et d'Azay-le-Rideau                                                                                                   |
| 1571 - 1572                      | Guy de Lusignan de Saint-Gelais, gouverneur de Blaye |
| 1572 - 1585                      | François de Durfort de Bajamont |
| 1586 - 1588                      | N. de Rouilla |
| 1588 - 1591                      | Pierre de Peyronnencq de Saint-Chamarand |
| 1594                             | Balthazar de Thoiras, seigneur de Cauzac, nommé par le duc de Mayenne                                                                                            |
| 1595                             | Charles de Monluc |
| 1599                             | Nadaud |
| 1604 - 1615                      | Jean-Paul d'Esparbès de Lussan |
| 1615 - 1616                      | François d'Esparbes de Lussan d'Aubeterre |
| 1635                             | François II d'Esparbès de Lussan |
| 1638                             | Louis d'Esparbès de Lussan de Lasserre |
| 1683                             | Jean-Sylvestre de Durfort |
| 1699 - 1716                      | Armand Ier de Belsunce de Castelmoron |
| 1716 - 1734                      | Charles-Gabriel de Belsunce |
| 1734 - 1779                      | Gabriel-Louis de Belsunce |
| 1779 - 1789                      | Louis-Antoine de Belsunce |

### Biographie et sources
Par ordre chronologique de parution :
- Jean Florimond Boudon de Saint-Amans, Histoire ancienne et moderne du département de Lot-et-Garonne depuis 56 avant J.-C., jusqu'en 1814, tome 1, p. 303-304, Bertrand libraire, Agen, 1836 ( lire en ligne )
- Jean Florimond Boudon de Saint-Amans, Histoire ancienne et moderne du département de Lot-et-Garonne depuis 56 avant J.-C., jusqu'en 1814, tome 2, p. 117-118, Bertrand libraire, Agen, 1836 ( lire en ligne )
- Jules Andrieu, Une province à travers les siècles. Histoire de l'Agenais, tome 1, Paris - Agen, 1886
- Jules Serret, Les Sénéchaux, préfets et magistrats municipaux d'Agen, depuis les temps anciens jusqu'à nos jours, Imprimerie Bonnet & Fils, Agen, 1886 ( lire en ligne )
- Philippe Tamizey de Larroque, « Un Sénéchal d'Agenais peu connu. - Rigault Doreille », dans Revue de l'Agenais, 1887, tome 14, p. 270-276 ( lire en ligne )
- Georges Tholin, Maison du sénéchal à Agen, p. 193-197, Revue de l'Agenais, 1898, tome 25 ( lire en ligne )
- André de Bellecombe, Aide-mémoire pour servir à l'histoire de l'Agenais, p. 50-56,  Imprimerie de L. Cocharaux, Auch, 1899 ( lire en ligne )
- André de Bellecombe, publié par Georges Tholin, Aide-mémoire pour servir à l'histoire de l'Agenais, p. 50-56, Imprimerie de L. Cocharaux, Auch, 1899 (lire en ligne)
- Léopold Delisle, Recueil des historiens des Gaules et de la France, Imprimerie nationale, Paris, 1904, tome 24, Les enquêtes administratives du règne de saint Louis et la chronique de l'Anonyme de Béthune, p. 219-221 (lire en ligne)
- Joseph Beaune, « Deux sénéchaux d'Agenais (XVIe siècle) : Antoine et François de Raffin »,  dans Revue de l'Agenais, 1905, tome 32, p. 431-451, 1906, tome 33, p. 59-75
- Comte de Dienne, « Les sénéchaux d'Agenais Roberte de Balzac et Rigault d'Aurelle », dans Revue de l'Agenais, année 1909, tome 36, p. 25-36 (lire en ligne)
- Comte de Dienne, « Anthoine de Raffin Pothon, senéchal d'Agenais, à la canonisation de saint François de Paule », dans Revue de l'Agenais, année 1909, tome 36, p. 352-358 (lire en ligne)